# 人质

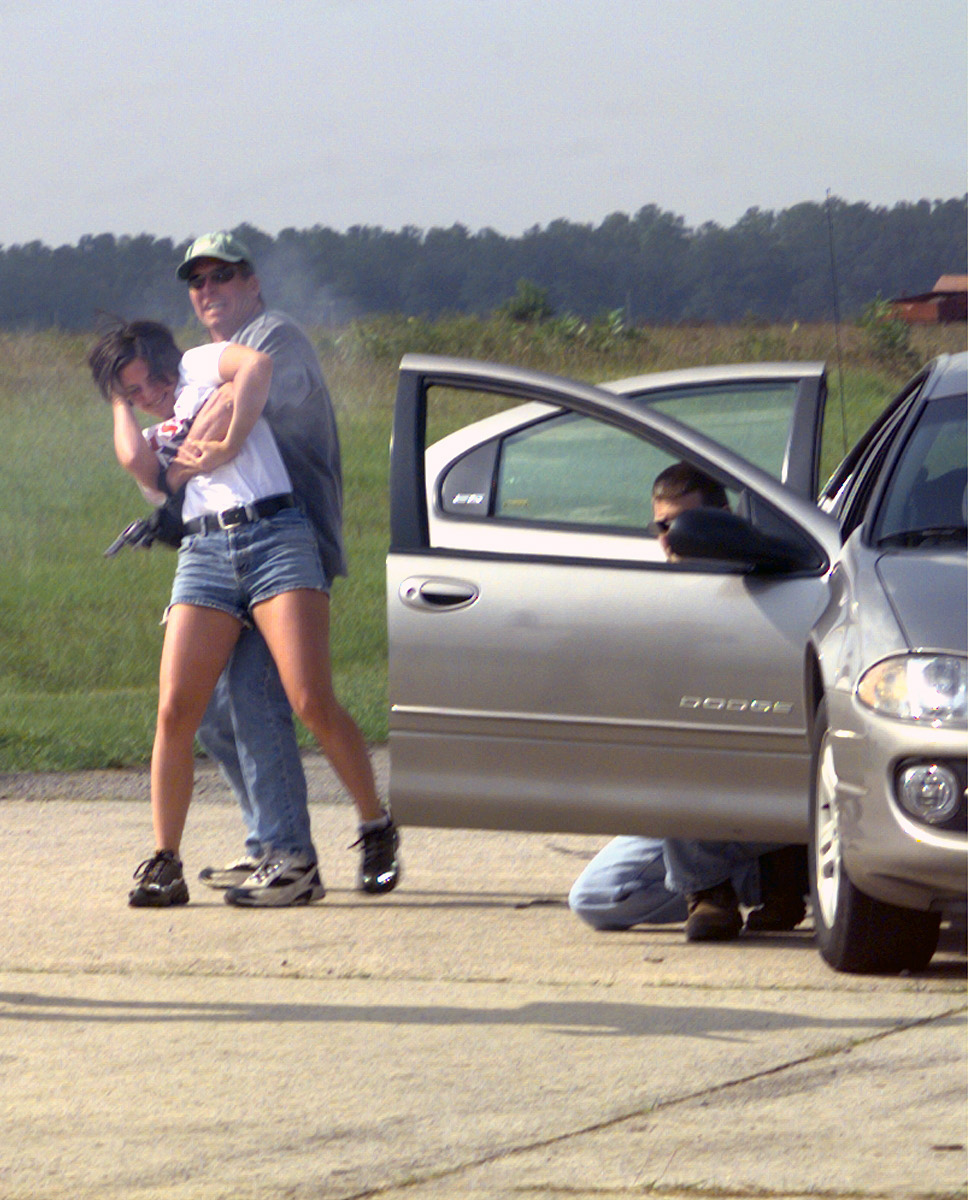
警察在人質的訓練裡，經常會使用武力將人質救出。

人質（英語：hostage）是指被俘虜者擄走的人，该詞最早的用意是指在戰爭裡，某一方將敵人的人捉走，然後向敵方提出條件，以方便威脅對方。但到了近代，人質一詞通常指被綁架的人，绑架者会要求人质的親屬、雇主、国籍国或事发地政府做出某些事情，例如交付金钱、同意其政治诉求等，尤其是在威脅的態度下進行。在特別的情況下，例如綁架者提出的限期已到（如發出最後通牒來通知），而對方沒有回應或拒絕其要求，綁架者將會伤害人質。

## 政治
在中國春秋戰國時代，諸侯之間為了互相取信，會互相交換人質，稱為質子。通常是以諸侯的兒子作為質子質押於別國，秦異人就是一例子。除了以平等方式互相交換人質外，亦有當弱國有求於強國時，就出現單方面送出質子的情況(如百濟向倭國送出人質)。
互換質子的行為在日本亦有出現。
在準噶爾汗國時代，被準噥爾部打敗的部落也要送出王子到伊犁作人質確保交稅和效忠。

## 非法地綁架人質
綁架或擄走人質的行為，已经在今日被公眾視為是一種刑事罪行，或是恐怖主義的行為。「abductee（被綁架者）」一詞出現於1970年代。人質通常會被武裝的恐怖份子或者罪犯用绳子进行捆绑约束，绑住手脚。有时候会用胶带封住嘴巴，用布带蒙住眼睛，并且关押在一座大廈或一輛車子裡，我們稱這類情況為「hostage crisis（人質危機）」。通常在綁架人質的事件裡，綁架者往往會提出贖金或者其他要求作为交換條件。

## 拯救人質
各國對于如何拯救人質，均有一套相關的原則和方案。首先得确定人质和劫匪的大概位置，在人質的安全獲得保障下，大多以谈判方式和劫持者交谈，以達到雙方目的。警方目的多為䆁放人質，而劫匪多為要求大額金錢和提供相關車輛以逃離警方追捕，也有的是出于某些政治目的。
在人質安全有威脅下、劫持者情緒失控或談判破裂時，警方多會派出接受過室內近身作戰和人質拯救訓練的特種警察部隊進行攻堅，拘捕劫持者和拯救人質。於必要時，例如於特警隊員和人質安全受到严重威脅時，會選擇开枪击伤或者擊斃劫持者。